# Chrysopilus rotundipennis
Chrysopilus rotundipennis är en tvåvingeart som beskrevs av Friedrich Hermann Loew 1861. Chrysopilus rotundipennis ingår i släktet Chrysopilus och familjen snäppflugor. Inga underarter finns listade i Catalogue of Life.